# Foro de los Balbos

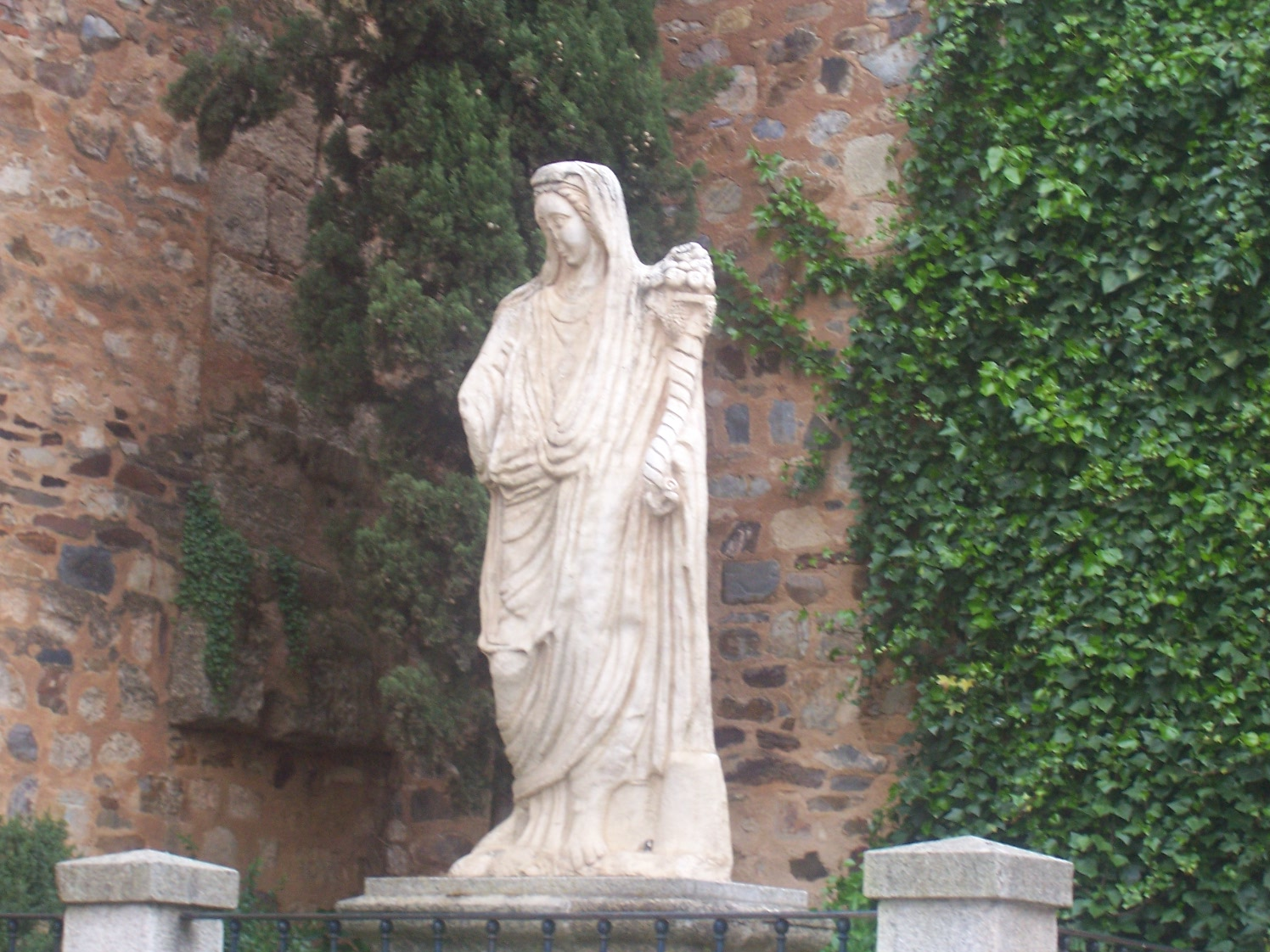
Estatua del Genio Andrógino en el Foro de los Balbos.

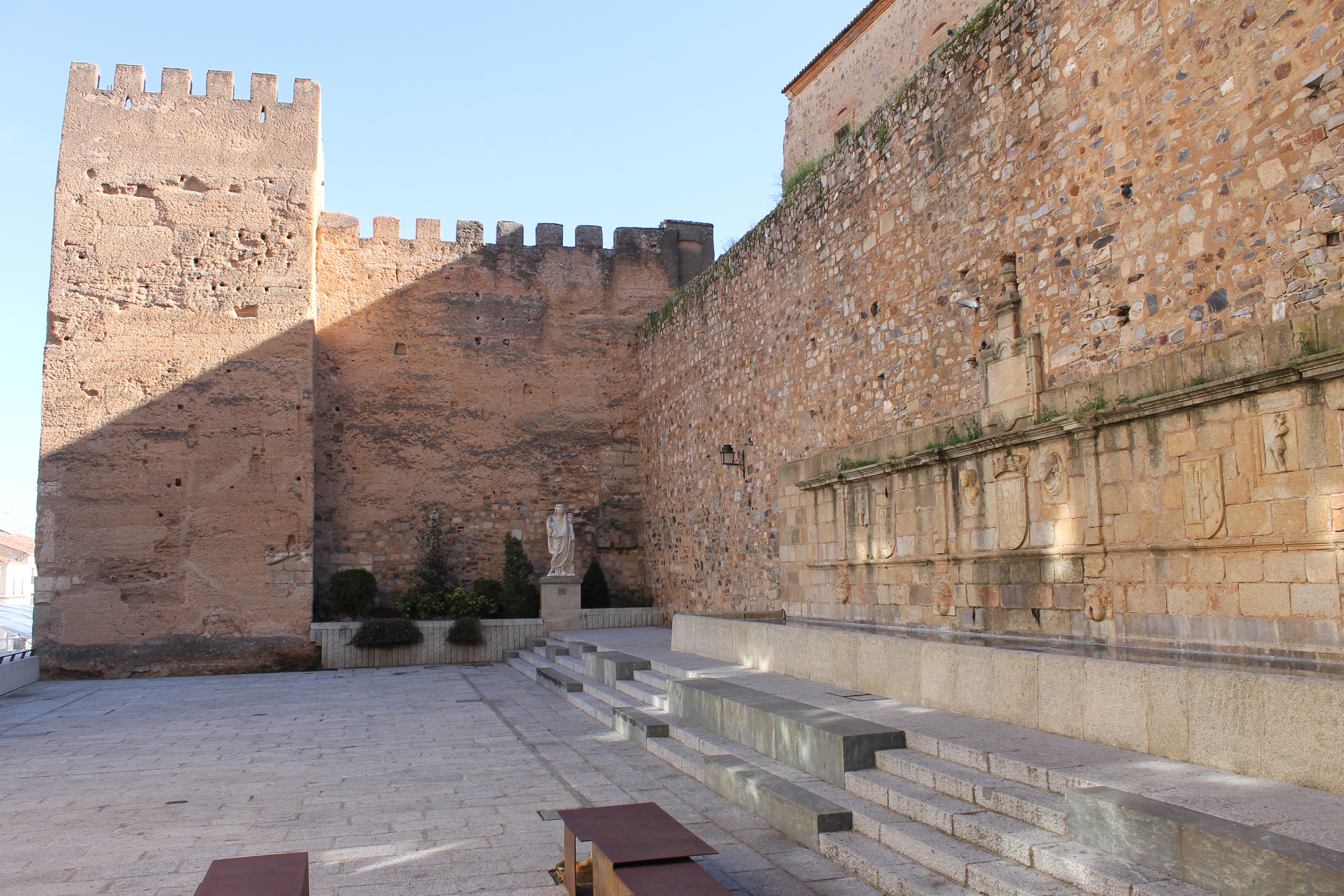
Imagen de la plazoleta

El foro de los Balbos, también llamado atrio del Corregidor, es un pequeño espacio al sur de la plaza Mayor de Cáceres, España, adosado a la muralla de la ciudad monumental, ocupando la mayor parte del terreno entre la torre de la Hierba y la torre del Horno.

## Descripción
En esta pequeña plazoleta está ubicado el llamado pilar de San Francisco, uno de los dos abrevaderos que había a las afueras de la ciudad, en el camino de Mérida. Es una obra plateresca del siglo XVI, fechada en 1577, reformada en el XVIII. Está dividida en tres cuerpos adintelados y separados por pilastras, con dos escudos de Cáceres a los lados y uno de los Reyes Católicos en el centro. Adornan el abrevadero dos medallones con figuras humanas, querubines y un remate de bola en el centro sobre una inscripción.

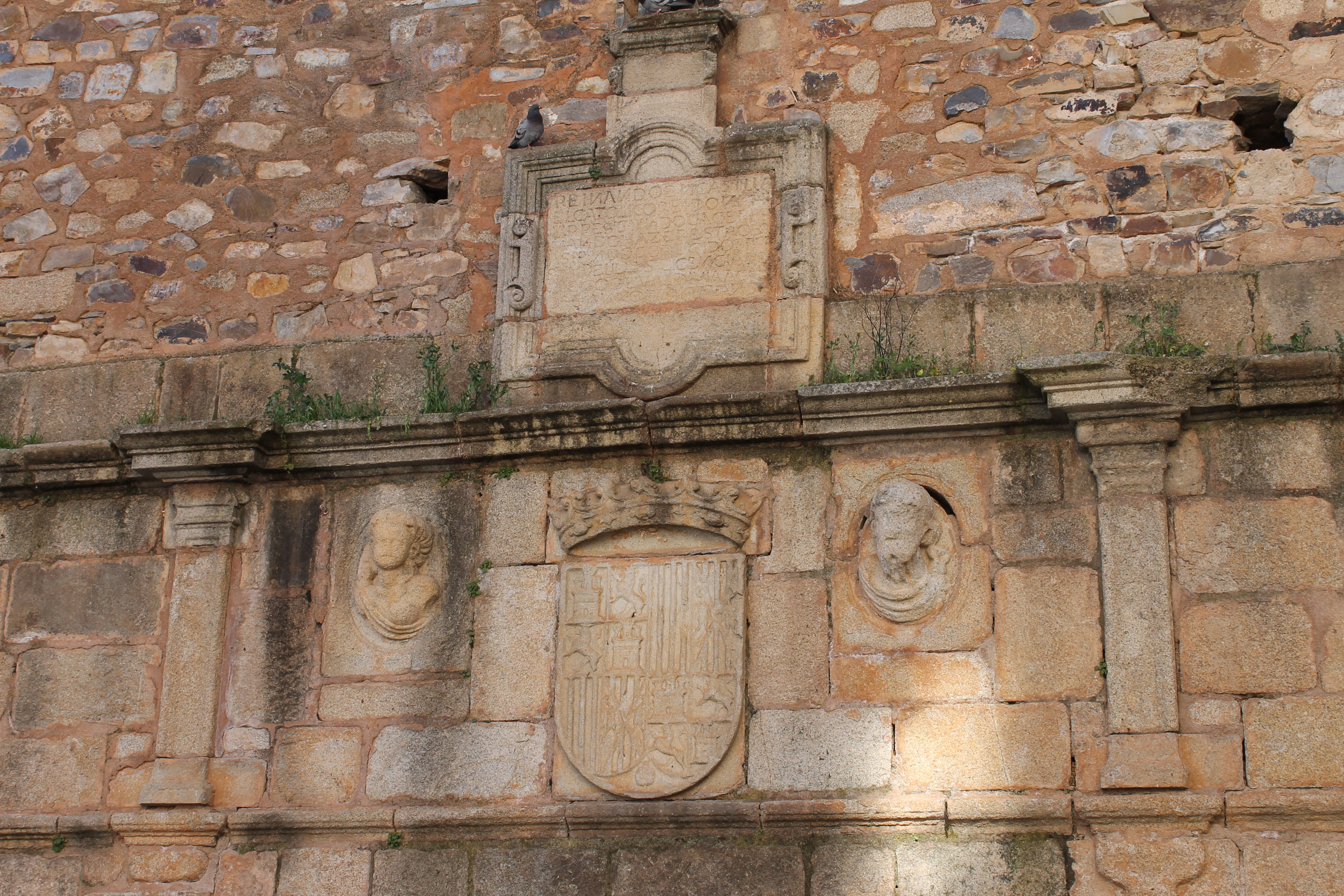
Escudo de los Reyes Católicos en el cuerpo central del pilar de San Francisco.

En la esquina con la torre albarrana de la yerba, está colocada una copia del Genio Andrógino de la Colonia, estatua romana mostrando un cuerno de la abundancia, símbolo de la prosperidad de la ciudad. La estatua original se conserva actualmente en el Museo de las Veletas.

## Historia
En esta parte del lienzo de la muralla se abría una puerta de la antigua colonia romana de Norba Caesarina, desmantelada con la reconstrucción de la muralla en época almohade. En una de las intervenciones sobre la muralla se encontró una lápida conmemorativa en la que queda mencionado el patronazgo de Lucio Cornelio Balbo en la fundación de la colonia romana en torno al siglo I a. C.
Al final de la Edad Media, una parte importante de la población ya residía extramuros, y toda esta zona estaba ya urbanizada. Fue así el segundo lugar en el que el concejo de la villa decidió celebrar sus reuniones a partir del siglo XIV, tras utilizar la puerta de la iglesia de Santa María. Muy posiblemente este fuese el lugar en el que la reina Isabel I de Castilla administraba justicia y dictaba ordenanzas para la ciudad en los tiempos de la guerra civil con su hermana Juana la Beltraneja.
En 1554 se construyó aquí una casa consistorial, con diversas dependencias que incluían también una cárcel. No quedan descripciones del edificio, y apenas sabemos, por un grabado de 1818, que la estatua romana del genio de la colonia estaba ubicada junto a esta casa consistorial, antes de ser desplazada a la torre de Bujaco. Este edificio sin embargo estaba en muy mal estado al llegar el siglo XIX, y en 1867 se construyó a su lado la casa consistorial actual.
En el solar entre el nuevo consistorio y la muralla se ubicó a finales del siglo XIX un humilde mercado de abastos que sería remodelado en 1931. Para tal edificio se derribó una parte de la muralla, contraviniendo la orden de conservación del patrimonio histórico de la ciudad de Cáceres y generando polémica. Tres décadas después este edificio también sería derribado definitivamente, iniciando la rehabilitación del espacio y creando la plazoleta actual. Fruto de esa intervención se eliminaron los edificios adyacentes a la torre de la yerba en 1973, se restauró esta parte de la muralla y se reconstruyó aquel lienzo que había quedado destruido después de todas estas sucesivas intervenciones. Es en ese momento cuando los elementos principales que encontramos hoy en día (El Genio de la Colonia y el pilar de San Francisco) son trasladados de otras partes de la ciudad y configuran su espacio actual.